# Выгалова, Мария Олеговна
Мари́я Оле́говна Выга́лова (род. 29 июня 1999, Пермь) — российская фигуристка, выступавшая в парном катании. В паре с Егором Закроевым становилась бронзовым призёром чемпионата России (2014) и бронзовым призёром чемпионата мира среди юниоров (2014).
По состоянию на октябрь 2014 года Выгалова и Закроев занимали четырнадцатое место в рейтинге Международного союза конькобежцев.

## Карьера
Начала заниматься фигурным катанием в 2004 году в пермской спортивной школе «Орлёнок». Её первым тренером была Ольга Амосова-Конькова. В десять лет перешла в парное катание, образовав дуэт с Иваном Армеевым. Выгалова и Армеев катались вместе на протяжении одного соревновательного сезона — 2009/2010.
Затем она встала в пару с Егором Закроевым, приехавшим в Пермь из Ачинска, с которым достигла основных успехов в карьере. Они тренировались у пермских наставников Валерия и Валентины Тюковых. Также в их подготовке участвовал Павел Слюсаренко, а постановщиком программ была Ольга Воложинская.
За пять совместных сезонов Выгалова и Закроев завоевали на взрослом уровне бронзу в финале Кубка России (2012), бронзу чемпионата России (2014) и серебро международного Volvo Open Cup, который входил в серию Челленджер (2014). На соревнованиях, проходивших среди юниоров, пермская пара становилась серебряными призёрами финала Гран-при (2013), бронзовыми призёрами чемпионата мира (2014) и чемпионами России (2015).
В 2015 году спортивная пара Выгаловой и Закроева распалась. Марию пригласили в Москву, где она тренировалась в группе Нины Мозер. Она пробовала кататься с несколькими партнёрами, но на соревновательный лёд не выходила ни с одним из них. После чего завершила карьеру и была участницей ледовых шоу.

## Программы
| Сезон     | Короткая программа      | Произвольная программа                                 |
| --------- | ----------------------- | ------------------------------------------------------ |
| 2013—2014 | - Capone Ронан Хардиман | - Giselle Адольф Адам                                  |
| 2012—2013 | - Capone Ронан Хардиман | - Symphony on a Battle Lost Бенни Рихтер, Марк Теренци |
| 2011—2012 |                         | - Пёрл-Харбор Ханс Циммер                              |

## Результаты
| Соревнования                | 11/12         | 12/13         | 13/14         | 14/15         |
| Международные               | Международные | Международные | Международные | Международные |
| --------------------------- | ------------- | ------------- | ------------- | ------------- |
| Volvo Open Cup              |               |               |               | 2             |
| Международные среди юниоров |               |               |               |               |
| Чемпионат мира              |               |               | 3             |               |
| Финал Гран-при              |               | 3             | 2             | 3             |
| Гран-при Хорватии           |               |               |               | 1             |
| Гран-при Эстонии            |               |               |               | 1             |
| Гран-при Словакии           |               |               | 1             |               |
| Warsaw Cup                  |               |               | 1             |               |
| Гран-при Латвии             |               |               | 3             |               |
| Гран-при Германии           |               | 2             |               |               |
| Гран-при Австрии            |               | 3             |               |               |
| Национальные                |               |               |               |               |
| Чемпионат России            | 10            | 9             | 3             |               |
| ЧР среди юниоров            | 4             | 4             | 2             | 1             |
| Кубок России                | 3             |               |               |               |